# آندره‌آ پیرلو
آندره‌آ پیرلو (به ایتالیایی: Andrea Pirlo) بازیکن پیشین و سرمربی کنونی فوتبال اهل ایتالیا است.
پیرلو فعالیت باشگاهی خود را در سال ۱۹۹۵ به عنوان هافبک تهاجمی با باشگاه برشا آغاز کرد و در سال ۱۹۹۷ عنوان قهرمانی سری بی را به دست آورد. وی یک سال بعد با باشگاه اینترمیلان در سری آ قرارداد امضا کرد، اما مدت زمان محدود بازی باعث شد که او به رقیب همشهری یعنی میلان در سال ۲۰۰۱ بپیوندد.
در آنجا پیرلو به یک بازی‌ساز عمیق در کلاس جهانی بالغ شد و دو عنوان قهرمانی سری آ، دو لیگ قهرمانان اروپا، دو سوپر جام اروپا، یک جام باشگاه‌های جهان، یک جام حذفی ایتالیا و یک سوپر جام ایتالیا بدست آورد. وی در سال ۲۰۱۱، میلان را به یوونتوس ترک کرد و در آنجا چهار قهرمانی متوالی در سری آ و همچنین دو قهرمانی سوپر جام ایتالیا و یک قهرمانی دیگر در جام حذفی ایتالیا به دست آورد. در سال ۲۰۱۵، پیرلو به باشگاه نیویورک سیتی پیوست، وی قبل از بازنشستگی در سال ۲۰۱۷ به مدت دو سال در این تیم بازی کرد.
در سطح بین‌المللی، پیرلو ۱۱۶ مسابقه برای تیم ملی فوتبال ایتالیا انجام داده است. او اولین بازی خود را برای بزرگسالان در سال ۲۰۰۲ انجام داد و در المپیک ۲۰۰۴ به عنوان کاپیتان ملت خود به مدال برنز رسید. پیرلو در قهرمانی ایتالیا در جام جهانی ۲۰۰۶ فیفا نقش مهمی داشت و توپ برنز را به دست آورد. او همان موفقیت را تکرار کرد که ایتالیا را به فینال جام ملت‌های اروپا ۲۰۱۲ رساند. پیرلو همچنین نماینده کشورش در جام ملت‌های اروپا ۲۰۰۴ و ۲۰۰۸، جام جهانی ۲۰۱۰ و ۲۰۱۴ و جام کنفدراسیون‌های ۲۰۰۹ و ۲۰۱۳ بود.
پیرلو پنج بار در جایزه بهترین بازی‌ساز جهانی فدراسیون بین‌المللی تاریخ و آمار فوتبال بین سالهای ۲۰۰۶ و ۲۰۱۵ در چهار تیم برتر قرار گرفت. او در سال ۲۰۱۱ چهارمین جایزه بهترین بازیکن اروپا و هفتم در سال ۲۰۱۵، در حالی که سه بار به عنوان فوتبالیست سال سری آ انتخاب شد، چهار بار به تیم سال سری آ راه یافت. پیرلو در سال ۲۰۱۲ در تیم سال یوفا معرفی شد. سه بار برای توپ طلا در ده بازیکن برتر قرار گرفت و در سال ۲۰۱۶ به‌عنوان ستاره لیگ برتر فوتبال ایالات متحده آمریکا انتخاب شد. در سال ۲۰۱۹، پیرلو به تالار مشاهیر فوتبال ایتالیا راه یافت. همواره از وی به دلیل نگاه تیزبینش و هوش بالا در بازیخوانی و یافتن فضاهای کور تسلط بالا در دربلینگ و حفظ توپ و مهم‌ترین ویژگی بازی او یعنی پاس‌های بسیار دقیقش و همین‌طور نواختن ضربات آزاد خطرناک از وی به عنوان بهترین‌های تاریخ در پست خودش یاد می‌شود.

## سرآغاز زندگی
آندره آ پیرلو زادهٔ یک خانوادهٔ ثروتمند است و پدر او دارای دو مرکز بزرگ ذوب آهن می‌باشد. از آنجایی که خانواده پیرلو علاقه‌مند به بازی فوتبال هستند آندره آ را در بازی فوتبال پشتیبانی می‌کردند. پیرلو دارای یک برادر می‌باشد که ۳ سال از او بزرگ‌تر است وی همچنین خواهری دارد که ۱۰ سال از او جوان‌تر است.

## تیم‌های باشگاهی
پیرلو در سال ۱۹۹۵ و در مقابل رجینا نخستین بازی خودش برای تیم برشا را انجام داد و کارش را با نقش هافبک هجومی آغاز کرد ولی در برشا و زیر نظر کارلو مازونه (Carlo Mazzone) سرمربی برشا به هافبک دفاعی بازیساز یا اصطلاحاً در پست رجیستا که در ایتالیایی به معنی کارگردان است، تبدیل شد و روبرتو باجو نقش هافبک تهاجمی را بر عهده گرفت. شاید قابل توجه‌ترین پاس او در برشا دادن پاس بلندش به روبرتو باجو بود که سبب گل تساوی روبرتو باجو در ورزشگاه دله ال پی تورین و مقابل یوونتوس شد.

### اینتر
پس از پیوستن به تیم اصلی، توسط مربی وقت، اینتر میرکا لوچسکو (Mircea Lucescu)، به اینتر آورده شد. ماسیمو موراتی در آن فصل(۹۹–۱۹۹۸) چهار بار مربی تیم را عوض کرد و به ترتیب جیجی سیمونی میرکا لوچسکو لوچیانو کاستلینی و روی هاجسون را برای این پست انتخاب کرد که نتیجهٔ آن کسب مقام هشتمی سری آ بود. فصل بعد او به توصیه مارچلو لیپی سرمربی نو اینتر به‌طور قرضی به رجینا پیوست و پس از فصلی خوب، او دوباره به اینتر بازگشت؛ ولی پس از بازگشتش، لیپی دو هفته پس از اینتر اخراج شد و جانشینش مارکو تاردلی، با اینکه پیرلو را به خوبی می‌شناخت و مربی او در تیم زیر ۲۱ سال و تیم المپیک ایتالیا بود، اصلاً به او بازی نمی‌داد. در این فصل فقط چهار بار برای اینتر بازی کرد و نیم فصل دوم را در تیم قبلی اش، برشا، به صورت قرضی گذراند.

### آث میلان

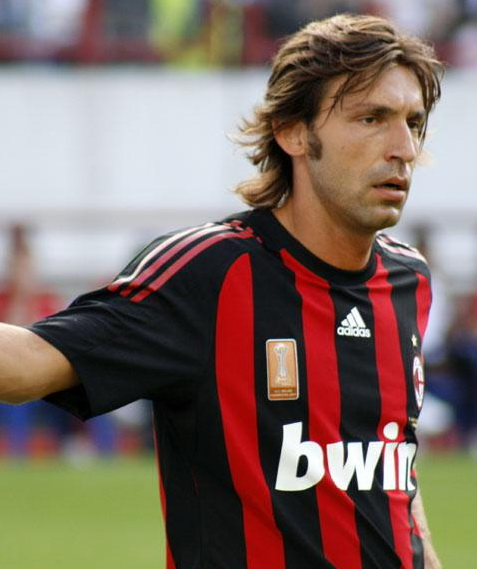

پس از سه فصل نه چندان خوب در اینتر، پیرلو در ازای ۱۲ میلیارد لیر (۹٬۶ میلیون یورو) و گولی مین پیترو آرژانتینی (Guly) به تیم رقیب و همشهری؛ آث میلان پیوست. مبلغ قرارداد بود. در این میان چندین معاوضهٔ دیگر هم انجام شد که شامل انتقال کریستیان بروکی به میلان در ازای درزن برنکیچ (Dražen Brnčić) و تعویض متیو بوگانی (Paolo Ginestra) در اینتر به جای پائولو گینسترا (Matteo Bogan) در میلان بود.
در میلان و زیر نظر کارلو آنجلوتی او راه خود را پیدا کرد و به یکی از بهترین بازی سازهای دفاعی جهان و یکی از بهترین ضربات آزاد جهان تبدیل شد. در میلان ۲ بار قهرمانی سری آ در سال‌های ۲۰۰۴ و ۲۰۱۱ و جزئی جدانشدنی از هافبک‌های تیم میلان بود که قهرمانی در جام قهرمانی اروپا در سال‌های ۲۰۰۳ و ۲۰۰۷ رسیدند. در ۲۰۰۵ او دومین بازیساز برتر جام باشگاه‌های اروپا بود که با چهار پاس گل نقش عمده‌ای در رسیدن به فینال آن جام را داشت. هر چند با از دست دادن پنالتی اش و گرفته شدن شوتش توسط یرژی دودک، ستارهٔ فراموش شدهٔ آن جام به حساب آمد.
در میلان فاتح تریم و کارلو آنجلوتی با بازی دادن به پیرلو در مقابل هافبک‌های هجومی مثل روی کاستا و کاکا سبب پیشرفت بازی او شدند و او توانست در نقش هافبک همه‌کاره عمل کند. او به همراه دو دوستش کلارنس سیدورف و جنارو گتوسو سه هافبک اصلی میلان برای سال‌ها بودند. در فصل ۰۳–۲۰۰۲ او ۲۵۸۹ پاس، کنترل توپ (۱۲۳ ساعت و ۳۹ دقیقه) و ۲۰۹۳ پاس صحیح داشت؛ یعنی در هر مسابقه ۹۰ پاس. او نامزد بهترین بازیکن جهان و بهترین بازیساز جهان در سال ۲۰۰۷ بود که هر دوی این عناوین به کاکا هم تیمی اش داده شد. بعد از خروج کاکا و آنجلوتی در تابستان ۲۰۰۹، چلسی مبلغ ۱۲ میلیون دلار و کلودیو پیتزارو را در عوض پیرلو به میلان پیشنهاد داد. هر چند که این پیشنهاد توسط باشگاه رد شد. سیلویو برلوسکونی این پیشنهاد را رد کرد و گفت که پیرلو تا بازنشستگی جزئی از تیم میلان خواهد ماند. در ۲۰۰۹ پیرلو شوتی تماشایی از فاصلهٔ ۳۰ متری وارد دروازهٔ رئال کرد که سبب پیروزی ۳–۲ مقابل این تیم شد. در ۲ اکتبر ۲۰۱۰ پیرلو گلی از فاصلهٔ ۴۰ یاردی وارد دروازهٔ جنوا کرد. در ۱۴ می ۲۰۱۱ میلان ۴–۱ بازی مقابل کالیاری را برد و به قهرمانی در سری آ رسید. در این بازی پیرلو به جای ماسیمو آمبروزینی به بازی آمد و این آخرین بازی پیرلو با پیراهن تیم میلان بود. پیرلو همچنین خروجش از میلان را تأیید کرد، بعد از این که باشگاه قراردادش را تمدید نکرد. در آخرین فصل حضور پیرلو در میلان، او فقط ۱۷ بازی انجام داد و ۱ گل و ۳ پاس گل داد.

### یوونتوس

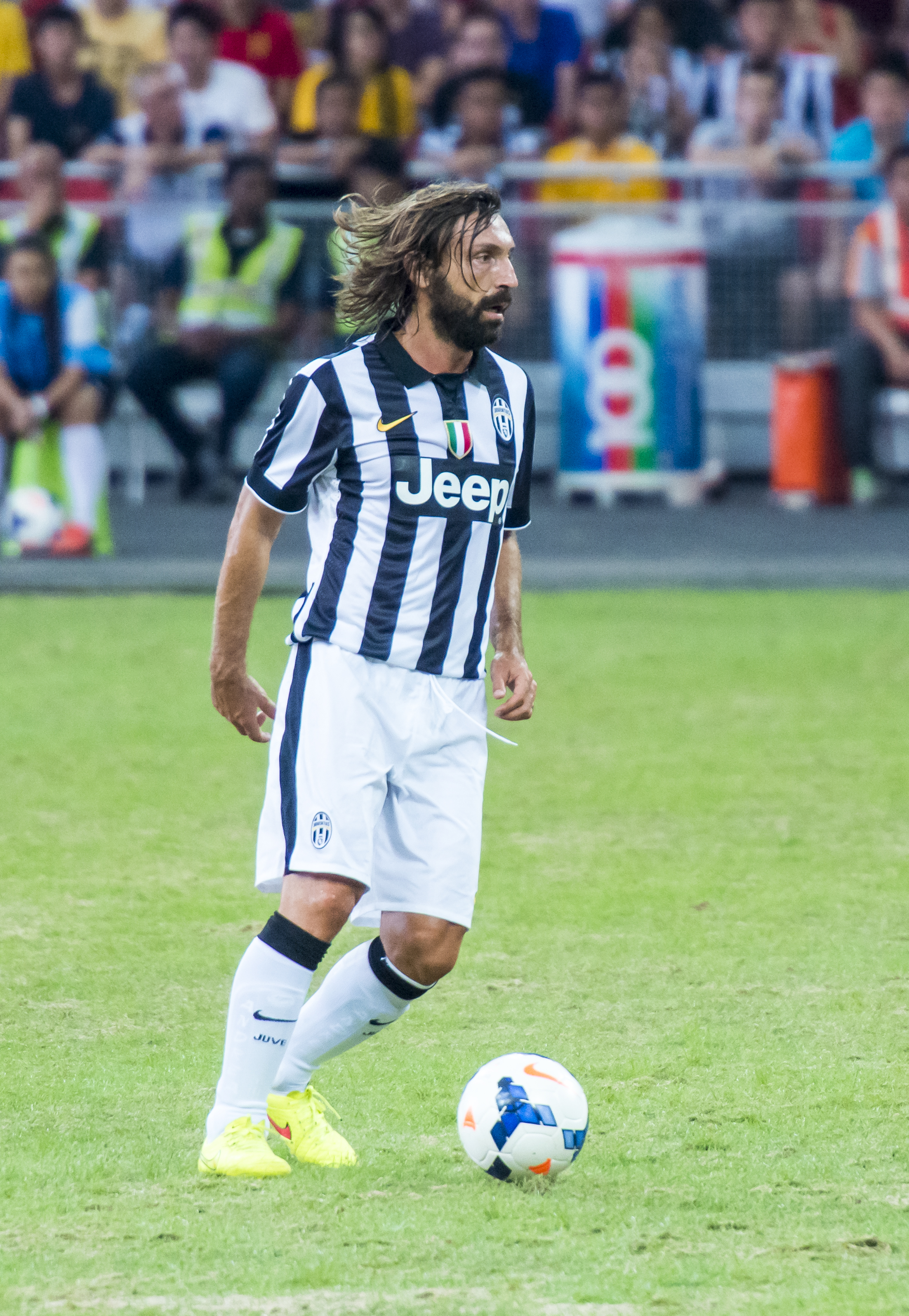
پیرلو و بازی در یوونتوس ۲۰۱۴

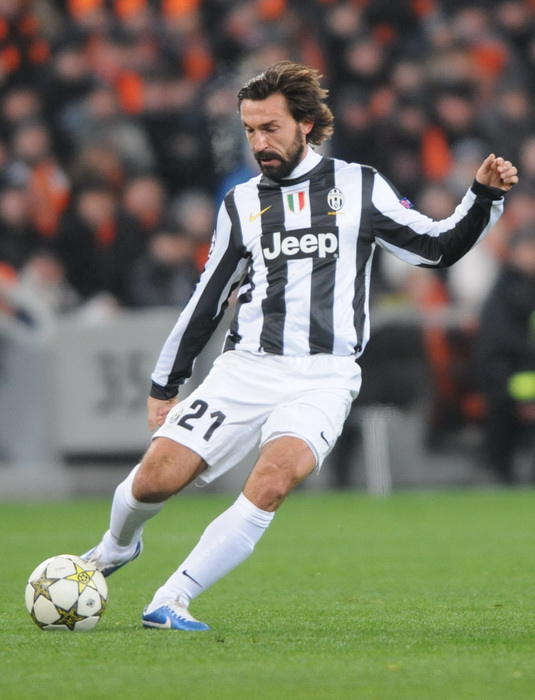
پیرلو و بازی در یوونتوس در سال ۲۰۱۲

پیرلو در سال ۲۰۱۱ با یک قرار داد آزاد به یوونتوس پیوست. مدت این قرارداد تا ژوئن سال ۲۰۱۴ بود. پیرلو پس از انتقال به این تیم گفت که تصمیم درستی گرفته است. اولین بازی او با پیراهن تیم یوونتوس در بازی دوستانه‌ای مقابل اسپورتینگ لیسبون بود. پیرلو در مدت زمان حضورش در یوونتوس تبدیل به بازیکن محبوب هواداران شد. او در سال ۱۳۹۹ سرمربی تیم یوونتوس شد اما در ۷ اردیبهشت ۱۴۰۰ اخراج شد و ماسیمیلیانو آلگری به عنوان جانشین وی معرفی شد. بیانکونری‌ها با هدایت پیرلو نتایج ناامیدکننده‌ای نسبت به یک دهه گذشته کسب کردند و پس از ۹ دوره قهرمانی پیاپی در رقابت‌های سری آ در نهایت در رتبه چهارم قرار گرفتند.

## تیم ملی

### جام جهانی ۲۰۰۶

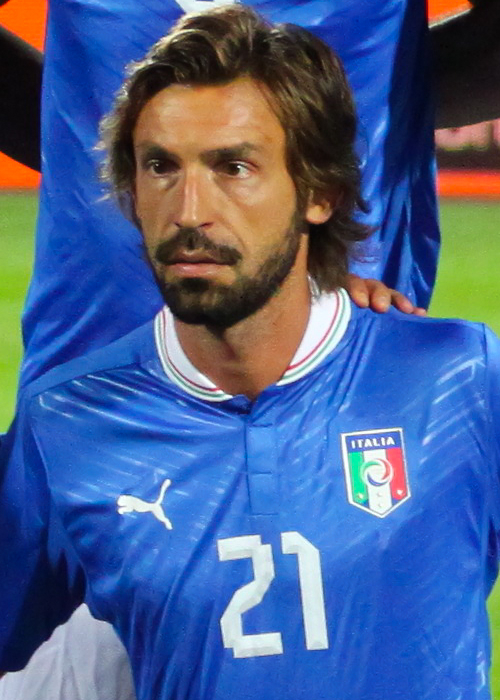

- نخستین بازی برای تیم ملی ایتالیا: بازی مقابل آذربایجان

پیرلو در مرحلهٔ مقدماتی با دوگلی که به تیم ملی فوتبال اسکاتلند و از روی ضربهٔ آزاد موجب تضمین صعود ایتالیا به جام جهانی شد.
در بازی اول و مقابل غنا او گل اول ایتالیا را به ثمر رساند و پاس گلی را به ویچنزه یاکویینتا داد تا بازی ۲–۰ تمام شود؛ و بهترین بازیکن زمین شناخته شد.
در بازی با آمریکا او پاس گلی به آلبرتو جیلاردینو فرستاد و بازی با نتیجهٔ ۱–۱ به پایان رسید.
در نیمه نهایی و در مقابل آلمان او پاس گلی را در دقایق اضافه به فابیوگرسو فرستاد و بهترین بازیکن زمین شناخته شد.
در بازی با فرانسه او پاس گل تساوی بخش را به مارکو ماتراتزی و از روی کرنر داد. بازی به وقت اضافه و پنالتی کشیده شد و ایتالیا قهرمان شد. پیرلو برای بار سوم برترین بازیکن میدان شناخته شد. او سومین بازیکن برتر جام شد و توپ برنز را کسب کرد. همچنین بهترین و بیشترین پاسور گل شناخته شد.

### جام جهانی ۲۰۱۰
پیرلو در جام جهانی آفریقای جنوبی به دلیل آسیب دیدگی نتوانست در دو دیدار اول ایتالیا در جام جهانی این تیم را همراهی کند ولی در بازی سوم در برابر اسلواکی در اواخر بازی در زمین حضور یافت.
علی‌رغم تلاشی که پیرلو در هماهنگ‌کردن خط دفاعی ایتالیا کرد این تیم در همان دور اول حذف شد.

### یورو ۲۰۱۲
عملکرد مثبت پیرلو در فصل اولش با یوونتوس و قهرمانی با این تیم در سری آ موجبات دعوت او را به تیم ملی فراهم کرد و چزاره پراندلی نام او را در فهرست ۲۳ نفره برای تیم ملی جای داد. در بازی افتتاحیه و مقابل اسپانیا، پیرلو پاس گل عمقی اش را برای انتونیو دی ناتاله فرستاد و سبب شد که بازی ۱–۱ متوقف شود. در ۱۴ ژوئن و بازی با کرواسی اولین گل ایتالیا را از روی ضربهٔ آزاد به ثمر رساند و در بازی با ایرلند، پاس گلش را برای آنتونیو کاسانو فرستاد. بازی با نتیجهٔ ۲–۰ تمام شد و ایتالیا به مرحلهٔ حذفی صعود کرد.

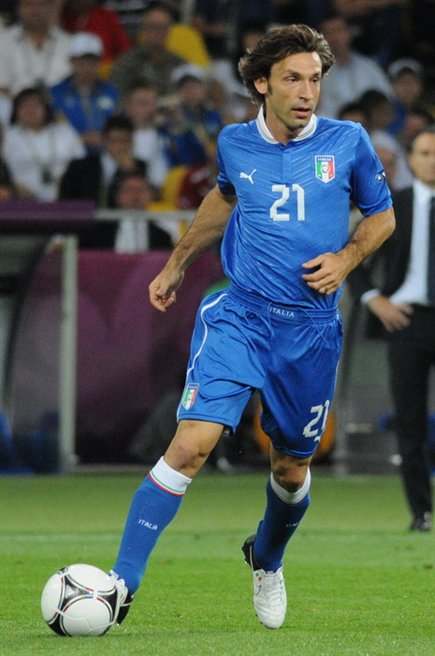
پیرلو در حال بازی برای ایتالیا در فینال یورو ۲۰۱۲

در ۲۴ ژوئن و بازی با انگلیس، بازی به وقت اضافه و پنالتی کشیده شد و پیرلو ضربهٔ پنالتی چیپ خود را وارد دروازهٔ جو هارت کرد که این ضربه سبب تضعیف روحیهٔ بازیکنان انگلیس و صعود به مرحلهٔ نیمه نهایی شد. پیرلو در این بازی بهترین بازیکن میدان لقب گرفت.

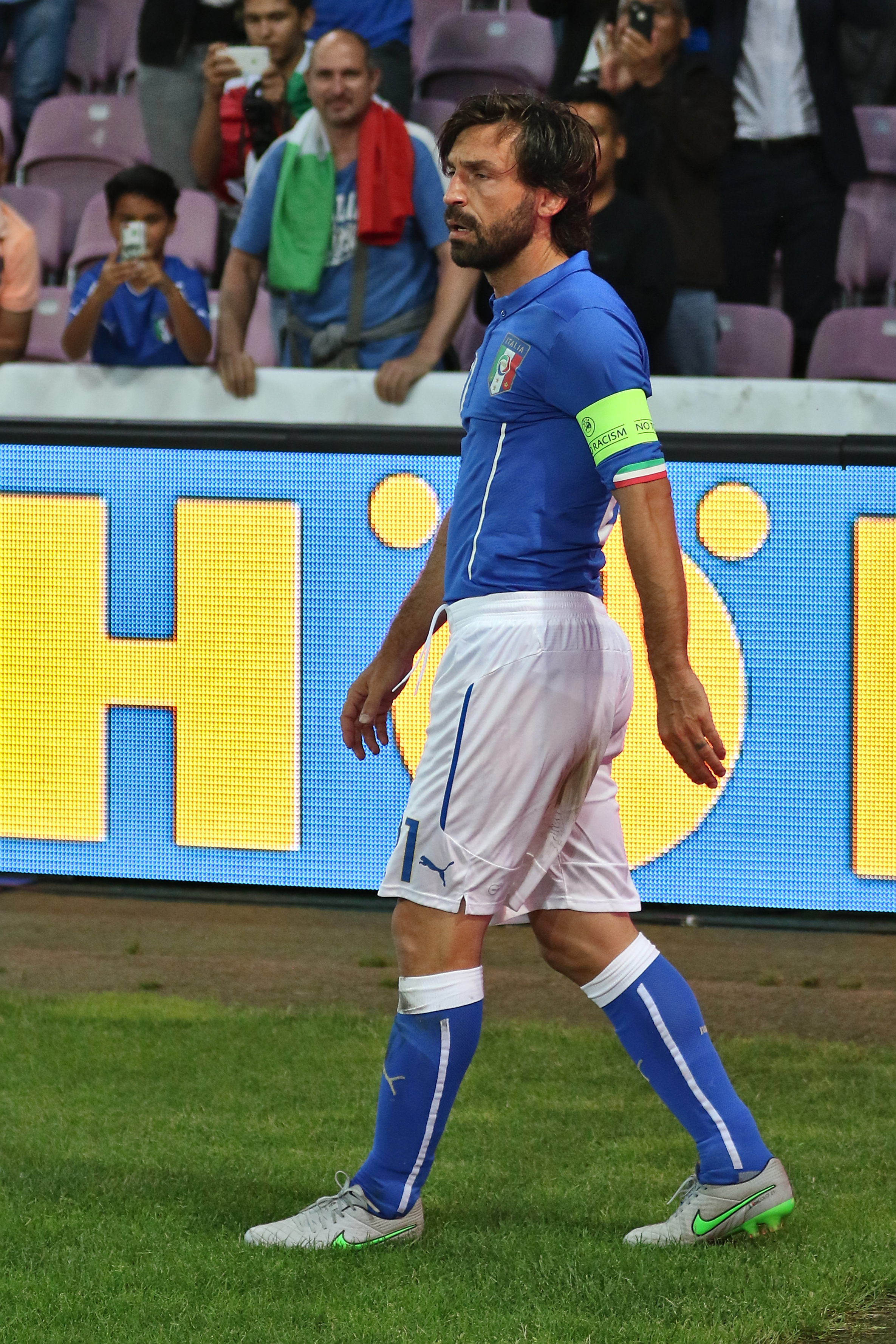
پیرلو در حال بازی برای ایتالیا در سال ۲۰۱۵

در نیمه نهایی و در ۲۸ ژوئن و در مقابل آلمان برترین بازیکن میدان شناخته شد و بازی با نتیجهٔ ۲–۱ به سود ایتالیا به پایان رسید. در فینال و در مقابل اسپانیا، ایتالیا۴–۰ مغلوب اسپانیا شد و پیرلو به مقام نایب قهرمانی یورو رسید.
او و اینیستا ۳ بار برترین بازیکنان زمین شناخته شدند و پیرلو جزئی از تیم منتخب یورو شد.
پیرلو که پیش از این اعلام کرده بود پس از جام جهانی ۲۰۱۴ از تیم ملی خداحافظی می‌کند، بعد از حذف ایتالیا در مرحله گروهی این جام از تصمیمش صرفنظر کرد و در ۳۶ سالگی هنوز در بازی‌های تیم ملی ایتالیا به میدان می‌رفت و اعلام کرده بود تصمیم برای بازی کردن یا نکردنش در تیم ملی با آنتونیو کونته (سرمربی وقت تیم ملی ایتالیا) است.

## مربیگری
اوت ۲۰۱۹، پیرلو در دوره‌های گواهینامه حرفه‌ای اتحادیه فوتبال اروپا در کورچیانو ثبت‌نام کرد. در ۳۰ ژوئیه ۲۰۲۰، پیرلو به عنوان سرمربی باشگاه زیر ۲۳ سال یوونتوس که در سری سی ایتالیا حضور دارد و تیم رزرو یوونتوس است، انتخاب شد. نه روز بعد، به دنبال اخراج مائوریتسیو ساری، آندره‌آ پیرلو با قراردادی دو ساله به عنوان سرمربی تیم اصلی یوونتوس انتخاب شد. پیرلو گواهینامه حرفه‌ای خود را در ۱۶ سپتامبر ۲۰۲۰ دریافت کرد. او توانست نمره ۱۰۷ از ۱۱۰ را پس از ارائه پایان‌نامه خود با عنوان فوتبال من یا فوتبالی که دوست دارم (به ایتالیایی: Il calcio che vorrei) کسب کند.
در اولین بازی به عنوان سرمربی که در ۲۰ سپتامبر ۲۰۲۰ برگزار شد، یوونتوس توانست در بازی خانگی مقابل سمپدوریا با نتیجه ۳–۰ برنده شود. اولین بازی پیرلو در لیگ قهرمانان اروپا به عنوان سرمربی نیز در ۲۰ اکتبر ۲۰۲۰ و مقابل تیم دینامو کی‌یف بود. یوونتوس توانست در آن بازی ۲–۰ پیروز شود.

## دست اوردها
پیرلو در رده‌های زیر ۱۵ زیر ۱۸ و زیر ۲۱ برای تیم ملی ایتالیا بازی کرده است و در جام قهرمانی زیر ۲۱ سال اروپا مقام قهرمانی را برای تیمش به ارمغان آورد. او همچنین جز تیم ملی ایتالیا در جام جهانی ۲۰۰۲ و دارای مدال برنز المپیک ۲۰۰۴ است. در جام جهانی ۲۰۰۶ پیرلو بهترین پاسور گل و در ۳ بازی هم بهترین بازیکن میدان شناخته شد؛ و توپ برنز (سومین بازیکن برتر جام) و همچنین جز تیم منتخب جام جهانی شد. او همچنین جز تیم منتخب یورو ۲۰۱۲ بود و همچون در سه بازی برترین بازیکن زمین شناخته شد.
همراه با میلان او دوبار جام قهرمانی باشگاه‌های اروپا (۲۰۰۳ و ۲۰۰۷)، دو بار سوپرکاپ باشگاه‌های اروپا(۲۰۰۳ و ۲۰۰۷)، یک بار جام قهرمانی باشگاه‌های جهان(۲۰۰۷)، دو قهرمانی در سری آ ایتالیا(۲۰۰۴ و۲۰۱۱)، یک سوپرکاپ ایتالیا(۲۰۰۴) و یک جام حذفی ایتالیا (۲۰۰۳) را کسب کرده است. در ۲۰۱۲ و به همراه یوونتوس قهرمانی در سری آ و جام سوپرکاپ ایتالیا را از آن خود کرد.
او همچنین مقام سوم، دوم و چهارم بهترین بازیساز جهان را در سال‌های ۲۰۰۶، ۲۰۰۷ و ۲۰۱۲ توسط مؤسسهٔ IFFHS (فدارسیون بین‌المللی تاریخ فوتبال) را از آن خود کرده است. او همچنین چهارمین بازیکن برتر یورو ۲۰۱۲ بود و او همچنین در سال ۲۰۰۷ هفتمین بازیکن برتر جهان و پنجمین بازیکن سال ۲۰۰۷ و هفتمین بازیکن برتر جهان در ۲۰۱۲ را از آن خود کرد. در ۲۰۱۲ پیرلو برترین بازیکن سری آ و جزنی از تیم فصل سری آ بود.
افتخارات المپیک: مدال برنز فوتبال مردان - المپیک ۲۰۰۴ آتن

## افتخارات

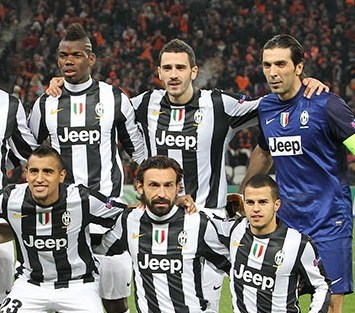
پیرلو در ترکیب یوونتوس

### بازیکن

#### باشگاهی
برشا
- سری بی(۱): ۹۷–۱۹۹۶

آ.ث. میلان
- سری آ(۲): ۰۴–۲۰۰۳، ۱۱–۲۰۱۰
- جام حذفی فوتبال ایتالیا(۱): ۰۳–۲۰۰۲
- سوپر جام فوتبال ایتالیا(۱): ۲۰۰۴
- لیگ قهرمانان اروپا(۲): ۰۳–۲۰۰۲، ۰۷–۲۰۰۶
- سوپر جام اروپا(۲): ۲۰۰۳، ۲۰۰۷
- جام باشگاه‌های جهان(۱): ۲۰۰۷

یوونتوس
- سری آ(۴): ۱۲–۲۰۱۱، ۱۳–۲۰۱۲، ۱۴–۲۰۱۳، ۱۵–۲۰۱۴
- جام حذفی فوتبال ایتالیا(۱): ۱۵–۲۰۱۴
- سوپر جام فوتبال ایتالیا(۲): ۲۰۱۲، ۲۰۱۳

#### ملی
ایتالیا
- جام جهانی فوتبال(۱): ۲۰۰۶
- جام ملت‌های اروپا: ۲۰۱۲ (نایب قهرمان)

### سرمربی
یوونتوس
- جام حذفی فوتبال ایتالیا(۱): ۲۱–۲۰۲۰
- سوپر جام فوتبال ایتالیا(۱): ۲۰۲۰

## سبک بازی
پیرلو معمولاً نقش هافبک دفاعی خلاق و بازی ساز را در تیم ملی ایتالیا و یوونتوس را بر عهده دارد. پیرلو تکنیک، دریبل، کنترل، بازی خوانی و پاس دقیق نقطه‌ای دارد و او متخصص ضربات آزاد چه به صورت شوت و پاس را دارد. هم تیمی‌هایش در تیم ملی لقب معمار را داده‌اند، چون پاس‌های دقیق او موجبات گل‌های زیادی برای تیم ملی ایتالیا شده است.